# Volby do zastupitelstev krajů v Česku 2004
Volby do krajských zastupitelstev 2004 proběhly 5. a 6. listopadu ve všech krajích České republiky kromě hlavního města Prahy, kde je zastupitelstvo města zvolené v roce 2002. Volby provázela nízká volební účast, která dosáhla pouze 29,62 % (celkem platně hlasovalo 2 117 443 voličů, tj. 98,03 % odevzdaných hlasů).
Celkově bylo voleno 675 členů zastupitelstva kraje. Nejvíce mandátů získala Občanská demokratická strana, která zvítězila ve 12 krajích a získala 291 mandátů. Naopak vládnoucí Česká strana sociálně demokratická skončila až třetí.

## Celkové výsledky voleb
| Strana, koalice, hnutí                                                | Počet hlasů | %       | PM  |
| --------------------------------------------------------------------- | ----------- | ------- | --- |
| Občanská demokratická strana                                          | 769 848     | 36,36 % | 291 |
| Komunistická strana Čech a Moravy                                     | 416 807     | 19,68 % | 157 |
| Česká strana sociálně demokratická                                    | 297 083     | 14,03 % | 105 |
| Křesťanská a demokratická unie - Československá strana lidová         | 226 016     | 10,67 % | 72  |
| Koalice pro Pardubický kraj                                           | 29 384      | 1,38 %  | 12  |
| Sdružení nezávislých kandidátů                                        | 69 591      | 3,28 %  | 11  |
| Strana pro otevřenou společnost                                       | 16 739      | 0,79 %  | 7   |
| Koalice pro Středočeský kraj                                          | 18 380      | 0,86 %  | 4   |
| Evropští demokraté                                                    | 22 484      | 1,06 %  | 3   |
| Sdružení nezávislých kandidátů - Evropští demokraté                   | 14 056      | 0,66 %  | 3   |
| Zelená pro Moravu                                                     | 13 699      | 0,64 %  | 3   |
| Evropští demokraté a Nezávislí starostové pro kraj                    | 8 117       | 0,38 %  | 3   |
| Evropští demokraté, Strana pro otevřenou společnost a Volba pro město | 7 108       | 0,33 %  | 2   |
| Koalice pro Karlovarský kraj                                          | 3 003       | 0,14 %  | 2   |
| ostatní                                                               |             |         | 0   |

## Výsledky podle krajů

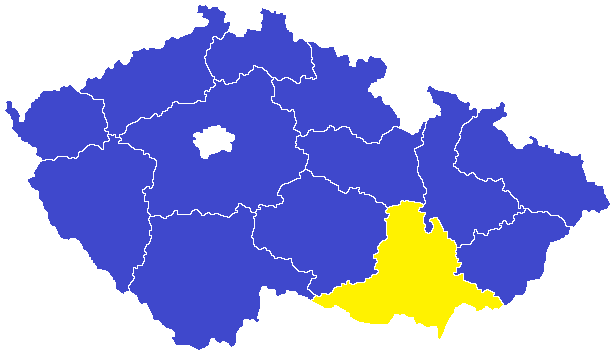
Mapa výsledků (modrá ODS, žlutá KDU-ČSL)

### Středočeský kraj
| Strana                                                      | Počet hlasů | %      | PM |
| ----------------------------------------------------------- | ----------- | ------ | -- |
| Občanská demokratická strana                                | 123 897     | 44.65  | 32 |
| Komunistická strana Čech a Moravy                           | 52 779      | 19.02  | 14 |
| Česká strana sociálně demokratická                          | 46 358      | 16.70  | 12 |
| Koalice pro Středočeský kraj (KDU-ČSL a US-DEU)             | 18 380      | 6.62   | 4  |
| SNK sdružení nezávislých a Evropští demokraté               | 14 056      | 5.06   | 3  |
| NEZÁVISLÍ                                                   | 7 927       | 2.85   | 0  |
| Strana zelených a Strana pro otevřenou společnost           | 5 692       | 2.05   | 0  |
| Strana venkova - spojené občanské síly                      | 2 403       | 0.86   | 0  |
| Strana za životní jistoty                                   | 2 386       | 0.85   | 0  |
| Republikáni Miroslava Sládka                                | 1 133       | 0.40   | 0  |
| Pravý Blok                                                  | 933         | 0.33   | 0  |
| SVOBODNÍ                                                    | 544         | 0.19   | 0  |
| Koruna Česká (monarchistická strana Čech, Moravy a Slezska) | 403         | 0.14   | 0  |
| Dělnická strana a Národní strana                            | 313         | 0.11   | 0  |
| Národní sjednocení                                          | 249         | 0.08   | 0  |
| celkem                                                      | 277 453     | 100.00 | 65 |

| ODS · ODS · ODS · ODS · ODS · ODS · ODS · ODS · ODS · ODS · ODS · ODS · ODS · ODS · ODS · ODS · ODS · ODS · ODS · ODS · ODS · ODS · ODS · ODS · ODS · ODS · ODS · ODS · ODS · ODS · ODS · ODS | KSČM · KSČM · KSČM · KSČM · KSČM · KSČM · KSČM · KSČM · KSČM · KSČM · KSČM · KSČM · KSČM · KSČM | ČSSD · ČSSD · ČSSD · ČSSD · ČSSD · ČSSD · ČSSD · ČSSD · ČSSD · ČSSD · ČSSD · ČSSD | Koalice pro Středočeský kraj · Koalice pro Středočeský kraj · Koalice pro Středočeský kraj · Koalice pro Středočeský kraj | SNK-ED · SNK-ED · SNK-ED |

### Jihočeský kraj
| Strana                                                      | Počet hlasů | %      | PM |
| ----------------------------------------------------------- | ----------- | ------ | -- |
| Občanská demokratická strana                                | 65 882      | 44,19  | 27 |
| Komunistická strana Čech a Moravy                           | 28 487      | 19,10  | 12 |
| Česká strana sociálně demokratická                          | 18 860      | 12,65  | 7  |
| KDU-ČSL                                                     | 14 279      | 9,57   | 6  |
| SNK sdružení nezávislých                                    | 7 525       | 5,04   | 3  |
| Strana zelených a Strana pro otevřenou společnost           | 4 802       | 3,22   | 0  |
| Evropští demokraté                                          | 2 797       | 1,87   | 0  |
| NEZÁVISLÍ                                                   | 2 133       | 1,43   | 0  |
| Unie svobody - Demokratická unie                            | 1 332       | 0,89   | 0  |
| Strana za životní jistoty                                   | 974         | 0,65   | 0  |
| Volba pro město                                             | 861         | 0,57   | 0  |
| Pravý blok                                                  | 428         | 0,28   | 0  |
| Republikáni Miroslava Sládka                                | 421         | 0,28   | 0  |
| Koruna Česká (monarchistická strana Čech, Moravy a Slezska) | 249         | 0.08   | 0  |
| celkem                                                      | 149 088     | 100.00 | 55 |

| ODS · ODS · ODS · ODS · ODS · ODS · ODS · ODS · ODS · ODS · ODS · ODS · ODS · ODS · ODS · ODS · ODS · ODS · ODS · ODS · ODS · ODS · ODS · ODS · ODS · ODS · ODS | KSČM · KSČM · KSČM · KSČM · KSČM · KSČM · KSČM · KSČM · KSČM · KSČM · KSČM · KSČM | ČSSD · ČSSD · ČSSD · ČSSD · ČSSD · ČSSD · ČSSD | KDU-ČSL · KDU-ČSL · KDU-ČSL · KDU-ČSL · KDU-ČSL · KDU-ČSL | SNK · SNK · SNK |

### Plzeňský kraj
| Strana                                            | Počet hlasů | %      | PM |
| ------------------------------------------------- | ----------- | ------ | -- |
| Občanská demokratická strana                      | 57 192      | 41,29  | 22 |
| Komunistická strana Čech a Moravy                 | 27 576      | 19,90  | 10 |
| Česká strana sociálně demokratická                | 20 670      | 14,92  | 8  |
| KDU-ČSL                                           | 10 020      | 7,23   | 3  |
| SNK sdružení nezávislých                          | 7 201       | 5,19   | 2  |
| Strana zelených a Strana pro otevřenou společnost | 3 707       | 2,67   | 0  |
| NEZÁVISLÍ                                         | 3 492       | 2,52   | 0  |
| Evropští demokraté                                | 2 309       | 1,66   | 0  |
| Unie svobody - Demokratická unie                  | 2 232       | 1,61   | 0  |
| Váš hlas ... pro zdravotnictví                    | 1 921       | 1,38   | 0  |
| Dělnická strana - za snížení poslaneckých platů   | 1 151       | 0,83   | 0  |
| Masarykova demokratická strana                    | 468         | 0,33   | 0  |
| Pravý blok                                        | 309         | 0,22   | 0  |
| Národní sjednocení                                | 140         | 0,10   | 0  |
| Konzervativní strana                              | 116         | 0,08   | 0  |
| celkem                                            | 138 504     | 100.00 | 45 |

| ODS · ODS · ODS · ODS · ODS · ODS · ODS · ODS · ODS · ODS · ODS · ODS · ODS · ODS · ODS · ODS · ODS · ODS · ODS · ODS · ODS · ODS | KSČM · KSČM · KSČM · KSČM · KSČM · KSČM · KSČM · KSČM · KSČM · KSČM | ČSSD · ČSSD · ČSSD · ČSSD · ČSSD · ČSSD · ČSSD · ČSSD | KDU-ČSL · KDU-ČSL · KDU-ČSL | SNK · SNK |

### Karlovarský kraj
| Strana                                                    | Počet hlasů | %      | PM |
| --------------------------------------------------------- | ----------- | ------ | -- |
| Občanská demokratická strana                              | 23 613      | 40,25  | 21 |
| Komunistická strana Čech a Moravy                         | 13 297      | 22,67  | 12 |
| Česká strana sociálně demokratická                        | 8 782       | 14,97  | 7  |
| Evropští demokraté                                        | 3 609       | 6,15   | 3  |
| Koalice pro Karlovarský kraj (KDU-ČSL a Strana zelených ) | 3 003       | 5,12   | 2  |
| SNK sdružení nezávislých                                  | 2 466       | 4,20   | -  |
| NEZÁVISLÍ                                                 | 1 519       | 2,58   | -  |
| Strana za životní jistoty                                 | 725         | 1,23   | -  |
| Konzervativní strana                                      | 676         | 1,15   | -  |
| ostatní                                                   | 962         | 1,68   | -  |
| celkem                                                    | 58 652      | 100.00 | 45 |
| volební účast 24,99%                                      |             |        |    |

| ODS · ODS · ODS · ODS · ODS · ODS · ODS · ODS · ODS · ODS · ODS · ODS · ODS · ODS · ODS · ODS · ODS · ODS · ODS · ODS · ODS | KSČM · KSČM · KSČM · KSČM · KSČM · KSČM · KSČM · KSČM · KSČM · KSČM · KSČM · KSČM | ČSSD · ČSSD · ČSSD · ČSSD · ČSSD · ČSSD · ČSSD | ED · ED · ED | Koalice pro Karlovarský kraj · Koalice pro Karlovarský kraj |

### Ústecký kraj
| Strana                                                        | Počet hlasů | %     | PM |
| ------------------------------------------------------------- | ----------- | ----- | -- |
| Občanská demokratická strana                                  | 64 654      | 39,64 | 28 |
| Komunistická strana Čech a Moravy                             | 41 234      | 25,26 | 17 |
| Česká strana sociálně demokratická                            | 24 951      | 15,29 | 10 |
| Sdružení pro zdraví, sport a prosperitu                       | 5 213       | 3,19  | 0  |
| Křesťanská a demokratická unie - Československá strana lidová | 4 588       | 2,81  | 0  |
| SNK Sdružení nezávislých                                      | 4 449       | 2,72  | 0  |
| Evropská strana důstojného stáří                              | 4 230       | 2,59  | 0  |
| Strana zelených                                               | 3 290       | 2,01  | 0  |
| NEZÁVISLÍ                                                     | 2 753       | 1,68  | 0  |
| Evropští demokraté                                            | 2 375       | 1,45  | 0  |
| ostatní                                                       |             | < 1   | 0  |

| ODS · ODS · ODS · ODS · ODS · ODS · ODS · ODS · ODS · ODS · ODS · ODS · ODS · ODS · ODS · ODS · ODS · ODS · ODS · ODS · ODS · ODS · ODS · ODS · ODS · ODS · ODS · ODS | KSČM · KSČM · KSČM · KSČM · KSČM · KSČM · KSČM · KSČM · KSČM · KSČM · KSČM · KSČM · KSČM · KSČM · KSČM · KSČM · KSČM | ČSSD · ČSSD · ČSSD · ČSSD · ČSSD · ČSSD · ČSSD · ČSSD · ČSSD · ČSSD |

### Liberecký kraj
| Strana                                                        | Počet hlasů | %     | PM |
| ------------------------------------------------------------- | ----------- | ----- | -- |
| Občanská demokratická strana                                  | 37 497      | 36,05 | 22 |
| Komunistická strana Čech a Moravy                             | 16 577      | 15,93 | 10 |
| Strana pro otevřenou společnost                               | 13 128      | 12,69 | 7  |
| Česká strana sociálně demokratická                            | 11 233      | 10,80 | 6  |
| SNK Sdružení nezávislých                                      | 4 682       | 4,50  | 0  |
| Křesťanská a demokratická unie - Československá strana lidová | 4 499       | 4,32  | 0  |
| Unie pro sport a zdraví - Demokratická regionální strana      | 4 420       | 4,25  | 0  |
| Strana zelených                                               | 3 057       | 2,93  | 0  |
| NEZÁVISLÍ                                                     | 2 726       | 2,62  | 0  |
| Unie svobody - Demokratická unie                              | 2 509       | 2,41  | 0  |
| Evropští demokraté                                            | 1 250       | 1,20  | 0  |
| Strana zdravého rozumu                                        | 1 250       | 1,20  | 0  |
| ostatní                                                       |             | < 1   | 0  |

| ODS · ODS · ODS · ODS · ODS · ODS · ODS · ODS · ODS · ODS · ODS · ODS · ODS · ODS · ODS · ODS · ODS · ODS · ODS · ODS · ODS · ODS | KSČM · KSČM · KSČM · KSČM · KSČM · KSČM · KSČM · KSČM · KSČM · KSČM | SOS · SOS · SOS · SOS · SOS · SOS · SOS | ČSSD · ČSSD · ČSSD · ČSSD · ČSSD · ČSSD |

### Královéhradecký kraj
| Strana                                             | Počet hlasů | %      | PM |
| -------------------------------------------------- | ----------- | ------ | -- |
| Občanská demokratická strana                       | 55 846      | 39,28  | 21 |
| Komunistická strana Čech a Moravy                  | 23 686      | 16,66  | 8  |
| Česká strana sociálně demokratická                 | 17 020      | 11,97  | 6  |
| KDU-ČSL                                            | 14 715      | 10,35  | 5  |
| SNK sdružení nezávislých                           | 8 662       | 6,09   | 3  |
| ED, VPM, SOS - Volba pro kraj                      | 7 108       | 5,00   | 2  |
| Unie svobody - Demokratická unie                   | 4 900       | 3,44   | 0  |
| NEZÁVISLÍ                                          | 3 575       | 2,51   | 0  |
| Strana zelených                                    | 3 564       | 2,50   | 0  |
| Strana za životní jistoty-Strana občan.repub.České | 1 199       | 0,84   | 0  |
| Pravý blok                                         | 630         | 0,44   | 0  |
| Republikáni Miroslava Sládka                       | 514         | 0,36   | 0  |
| Strana zdravého rozumu                             | 401         | 0,28   | 0  |
| Koruna Česká (monarch.strana)                      | 278         | 0,19   | 0  |
| celkem                                             | 142 145     | 100.00 | 45 |

| ODS · ODS · ODS · ODS · ODS · ODS · ODS · ODS · ODS · ODS · ODS · ODS · ODS · ODS · ODS · ODS · ODS · ODS · ODS · ODS · ODS | KSČM · KSČM · KSČM · KSČM · KSČM · KSČM · KSČM · KSČM | ČSSD · ČSSD · ČSSD · ČSSD · ČSSD · ČSSD | KDU-ČSL · KDU-ČSL · KDU-ČSL · KDU-ČSL · KDU-ČSL | SNK · SNK · SNK | Volba pro kraj · Volba pro kraj |

### Pardubický kraj
| Strana                                         | Počet hlasů | %     | PM |
| ---------------------------------------------- | ----------- | ----- | -- |
| Občanská demokratická strana                   | 44 423      | 34,45 | 18 |
| Koalice pro Pardubický kraj (KDU-ČSL a US-DEU) | 29 384      | 22,79 | 12 |
| Komunistická strana Čech a Moravy              | 22 363      | 17,34 | 9  |
| Česká strana sociálně demokratická             | 17 052      | 13,22 | 6  |
| SNK Sdružení nezávislých                       | 6 112       | 4,74  | 0  |
| NEZÁVISLÍ                                      | 3 275       | 2,54  | 0  |
| Strana zelených                                | 2 795       | 2,16  | 0  |
| ostatní                                        |             | < 1   | 0  |

| ODS · ODS · ODS · ODS · ODS · ODS · ODS · ODS · ODS · ODS · ODS · ODS · ODS · ODS · ODS · ODS · ODS · ODS | Koalice pro Pardubický kraj · Koalice pro Pardubický kraj · Koalice pro Pardubický kraj · Koalice pro Pardubický kraj · Koalice pro Pardubický kraj · Koalice pro Pardubický kraj · Koalice pro Pardubický kraj · Koalice pro Pardubický kraj · Koalice pro Pardubický kraj · Koalice pro Pardubický kraj · Koalice pro Pardubický kraj · Koalice pro Pardubický kraj | KSČM · KSČM · KSČM · KSČM · KSČM · KSČM · KSČM · KSČM · KSČM | ČSSD · ČSSD · ČSSD · ČSSD · ČSSD · ČSSD |

### Vysočina
| Strana                                                        | Počet hlasů | %     | PM |
| ------------------------------------------------------------- | ----------- | ----- | -- |
| Občanská demokratická strana                                  | 37 509      | 29,47 | 15 |
| Komunistická strana Čech a Moravy                             | 26 694      | 20,97 | 11 |
| Křesťanská a demokratická unie - Československá strana lidová | 26 090      | 20,50 | 10 |
| Česká strana sociálně demokratická                            | 16 902      | 13,28 | 6  |
| SNK Sdružení nezávislých                                      | 9 079       | 7,13  | 3  |
| NEZÁVISLÍ                                                     | 3 756       | 2,95  | 0  |
| Strana zelených a US-DEU                                      | 3 398       | 2,67  | 0  |
| ostatní                                                       |             | < 1   | 0  |

| ODS · ODS · ODS · ODS · ODS · ODS · ODS · ODS · ODS · ODS · ODS · ODS · ODS · ODS · ODS | KSČM · KSČM · KSČM · KSČM · KSČM · KSČM · KSČM · KSČM · KSČM · KSČM · KSČM | KDU-ČSL · KDU-ČSL · KDU-ČSL · KDU-ČSL · KDU-ČSL · KDU-ČSL · KDU-ČSL · KDU-ČSL · KDU-ČSL · KDU-ČSL | ČSSD · ČSSD · ČSSD · ČSSD · ČSSD · ČSSD | SNK · SNK · SNK |

### Jihomoravský kraj
| Strana                                                        | Počet hlasů | %     | PM |
| ------------------------------------------------------------- | ----------- | ----- | -- |
| Křesťanská a demokratická unie - Československá strana lidová | 70 549      | 26,18 | 20 |
| Občanská demokratická strana                                  | 69 524      | 25,80 | 19 |
| Komunistická strana Čech a Moravy                             | 51 580      | 19,14 | 14 |
| Česká strana sociálně demokratická                            | 32 143      | 11,93 | 9  |
| Zelená pro Moravu (Strana zelených a LiRA)                    | 13 699      | 5,08  | 3  |
| Sdružení nezávislých kandidátů                                | 10 155      | 3,76  | 0  |
| NEZÁVISLÍ                                                     | 6 286       | 2,33  | 0  |
| Unie svobody - Demokratická unie                              | 5 073       | 1,88  | 0  |
| Evropští demokraté                                            | 4 116       | 1,52  | 0  |
| ostatní                                                       |             | < 1   | 0  |

| KDU-ČSL · KDU-ČSL · KDU-ČSL · KDU-ČSL · KDU-ČSL · KDU-ČSL · KDU-ČSL · KDU-ČSL · KDU-ČSL · KDU-ČSL · KDU-ČSL · KDU-ČSL · KDU-ČSL · KDU-ČSL · KDU-ČSL · KDU-ČSL · KDU-ČSL · KDU-ČSL · KDU-ČSL · KDU-ČSL | ODS · ODS · ODS · ODS · ODS · ODS · ODS · ODS · ODS · ODS · ODS · ODS · ODS · ODS · ODS · ODS · ODS · ODS · ODS | KSČM · KSČM · KSČM · KSČM · KSČM · KSČM · KSČM · KSČM · KSČM · KSČM · KSČM · KSČM · KSČM · KSČM | ČSSD · ČSSD · ČSSD · ČSSD · ČSSD · ČSSD · ČSSD · ČSSD · ČSSD | Zelená pro Moravu · Zelená pro Moravu · Zelená pro Moravu |

### Olomoucký kraj
| Strana                                                        | Počet hlasů | %     | PM |
| ------------------------------------------------------------- | ----------- | ----- | -- |
| Občanská demokratická strana                                  | 44 229      | 30,56 | 21 |
| Komunistická strana Čech a Moravy                             | 30 999      | 21,41 | 15 |
| Česká strana sociálně demokratická                            | 21 745      | 15,02 | 10 |
| Křesťanská a demokratická unie - Československá strana lidová | 19 865      | 13,72 | 9  |
| NEZÁVISLÍ                                                     | 7 069       | 4,88  | 0  |
| SNK Sdružení nezávislých                                      | 6 454       | 4,45  | 0  |
| Strana zelených                                               | 4 055       | 2,80  | 0  |
| Strana pro otevřenou společnost                               | 3 408       | 2,35  | 0  |
| Evropští demokraté                                            | 2 944       | 2,03  | 0  |
| ostatní                                                       |             | < 1   | 0  |

| ODS · ODS · ODS · ODS · ODS · ODS · ODS · ODS · ODS · ODS · ODS · ODS · ODS · ODS · ODS · ODS · ODS · ODS · ODS · ODS · ODS | KSČM · KSČM · KSČM · KSČM · KSČM · KSČM · KSČM · KSČM · KSČM · KSČM · KSČM · KSČM · KSČM · KSČM · KSČM | ČSSD · ČSSD · ČSSD · ČSSD · ČSSD · ČSSD · ČSSD · ČSSD · ČSSD · ČSSD | KDU-ČSL · KDU-ČSL · KDU-ČSL · KDU-ČSL · KDU-ČSL · KDU-ČSL · KDU-ČSL · KDU-ČSL · KDU-ČSL |

### Zlínský kraj
| Strana                                                        | Počet hlasů | %      | PM |
| ------------------------------------------------------------- | ----------- | ------ | -- |
| Občanská demokratická strana                                  | 43 514      | 30,08  | 16 |
| Křesťanská a demokratická unie - Československá strana lidová | 30 835      | 21,32  | 11 |
| Komunistická strana Čech a Moravy                             | 22 352      | 15,45  | 8  |
| Česká strana sociálně demokratická                            | 19 761      | 13,66  | 7  |
| Evropští demokraté a Nezávislí starostové pro kraj            | 8 117       | 5,61   | 3  |
| Zlínské hnutí nezávislých a SNK Sdružení nezávislých          | 6 787       | 4,69   | 0  |
| Strana zelených                                               | 3 902       | 2,69   | 0  |
| Správný směr                                                  | 2 886       | 1,99   | 0  |
| NEZÁVISLÍ                                                     | 2 755       | 1,90   | 0  |
| Unie svobody - Demokratická unie                              | 1 782       | 1,23   | 0  |
| ostatní                                                       |             | < 1    | 0  |
| celkem (účast 30,63%)                                         | 144 617     | 100.00 | 45 |

| ODS · ODS · ODS · ODS · ODS · ODS · ODS · ODS · ODS · ODS · ODS · ODS · ODS · ODS · ODS · ODS | KDU-ČSL · KDU-ČSL · KDU-ČSL · KDU-ČSL · KDU-ČSL · KDU-ČSL · KDU-ČSL · KDU-ČSL · KDU-ČSL · KDU-ČSL · KDU-ČSL | KSČM · KSČM · KSČM · KSČM · KSČM · KSČM · KSČM · KSČM | ČSSD · ČSSD · ČSSD · ČSSD · ČSSD · ČSSD · ČSSD | SNK+NSK · SNK+NSK · SNK+NSK |

### Moravskoslezský kraj
| Strana                                                        | Počet hlasů | %      | PM |
| ------------------------------------------------------------- | ----------- | ------ | -- |
| Občanská demokratická strana                                  | 102 068     | 37,87  | 29 |
| Komunistická strana Čech a Moravy                             | 59 183      | 21,96  | 17 |
| Česká strana sociálně demokratická                            | 41 606      | 15,43  | 11 |
| Křesťanská a demokratická unie - Československá strana lidová | 30 576      | 11,34  | 8  |
| SNK Sdružení nezávislých                                      | 12 961      | 4,80   | 0  |
| NEZÁVISLÍ                                                     | 5 189       | 1,92   | 0  |
| Unie svobody - Demokratická unie                              | 4 728       | 1,75   | 0  |
| Strana zelených                                               | 4 221       | 1,56   | 0  |
| Evropští demokraté                                            | 3 084       | 1,14   | 0  |
| ostatní                                                       |             | < 1    | 0  |
| celkem (účast 27,55%)                                         | 269 493     | 100.00 | 65 |

| ODS · ODS · ODS · ODS · ODS · ODS · ODS · ODS · ODS · ODS · ODS · ODS · ODS · ODS · ODS · ODS · ODS · ODS · ODS · ODS · ODS · ODS · ODS · ODS · ODS · ODS · ODS · ODS · ODS | KSČM · KSČM · KSČM · KSČM · KSČM · KSČM · KSČM · KSČM · KSČM · KSČM · KSČM · KSČM · KSČM · KSČM · KSČM · KSČM · KSČM | ČSSD · ČSSD · ČSSD · ČSSD · ČSSD · ČSSD · ČSSD · ČSSD · ČSSD · ČSSD · ČSSD | KDU-ČSL · KDU-ČSL · KDU-ČSL · KDU-ČSL · KDU-ČSL · KDU-ČSL · KDU-ČSL · KDU-ČSL |